# 保罗·索萨
保羅·曼奴·卡華路·蘇沙，CavIH（Paulo Manuel Carvalho Sousa，1970年8月30日—）是一名葡萄牙前足球運動員，世界足壇最佳葡萄牙巨星之一。現時擔任球會領隊，曾分別執教英冠球會女王公园巡游者、斯旺西及莱斯特城。 
保羅·蘇沙被譽為現代足球其中一名最具天份及被敬重的葡萄牙足球運動員，是「黃金一代」的成員之一，他是一名典型防守中場，在場中追逐皮球及具有準確的傳球能力。雖然傷患導致保羅·蘇沙提早結束其球員生涯，但仍然贏得大量的錦標。

## 生平

### 球會
保羅·蘇沙在賓菲加開展其職業足球事業，很年青已成為一隊成員，於1990/91年球季贏得葡超冠軍，兩年後再奪得葡萄牙盃，同期隊友包括雷·哥斯達、祖奧·賓度及富特雷，他在賓菲加中場擔當主導角色，阻截來球，控制球賽節奏，再作出準確長傳。1992/93年球季在一場作客對博維斯塔，於已隊門將被罰紅牌離場而球隊已用盡換人名額，保羅·蘇沙戴上手套擔當守門之職，雖然未能挽救由紅牌帶來的十二碼，但其後他作出多次美妙撲救，最終賓菲加以3-2取得勝利。
同年夏季保羅·蘇沙與隊友安東尼奧·柏捷高（António Pacheco）聯袂轉投里斯本鄰會士砵亭，在中場伙拍費高及保加利亞的巴勒哥夫（Krassimir Balakov）。僅一季後他便出國加盟意甲祖雲達斯。
他在這支都靈球會效力兩季，贏得1996年歐聯冠軍，同時亦獲得1994/95年意甲冠軍、意大利盃及意大利超級盃錦標，並取得1995年歐洲足協盃亞軍。
接著保羅·蘇沙轉戰德甲加盟多蒙特，晉級1996/97年歐聯決賽巧遇舊東家祖雲達斯，以3-1獲勝，連續兩年分別效力不同球會贏取歐聯冠軍。雖然保羅·蘇沙可以出席歐聯決賽，但他在多蒙特效力期間飽受傷患困擾，而且一直在他餘下的球員生涯糾纏不去。在短暫效力國際米蘭、帕爾馬、彭拿典奈高斯及愛斯賓奴後，保羅·蘇沙於32歲生日前正式退役。

### 國家隊
保羅·蘇沙是葡萄牙贏得1989年世青盃冠軍陣中一員，他繼續為成年國家隊上陣51場，首於1991年1月16日友賽1-1賽和西班牙上陣。
他代表葡萄牙參賽1996年及2000年歐國盃，雖然入選2002年世界盃決賽週大軍名單，但沒有上陣。保羅·蘇沙最後一次代表葡萄牙上陣是世界盃前一場對中國的友誼賽。

### 教練及領隊
葡萄牙國家隊
保羅·蘇沙加入葡萄牙國家隊的教練團開展其教練事業，執教15歲以下國家隊，於2008年夏季獲指派協助一隊教練昆洛斯。
昆士柏流浪
2008年11月19日英冠球會昆士柏流浪聘任保羅·蘇沙擔任一隊教練，但他於2009年4月9日被球會以洩露敏感資料遭免職，據稱是他埋怨未獲知會下隊中主力布歷史托（Dexter Blackstock）被外借到諾定咸森林。
史雲斯
隨著帶隊升上英冠的馬天尼斯（Roberto Martínez）離隊加盟韋根後，史雲斯於2009年6月18日邀請保羅·蘇沙擔任領隊之職，他口頭應允，於6月23日正式獲委任為領隊，動筆簽約3年。史雲斯開季成績不理想，受球員傷患、停賽及缺乏入球的影響，7戰僅獲1勝在聯賽榜排第19位，但球隊漸入佳境，10月2日主場2-0擊敗舊東家昆士柏流浪，10月20日作客1-0擊敗領頭羊西布朗，球隊保持7場不敗，保羅·蘇沙重建球隊初步取得成績，11月7日「南威爾斯打吡」主場3-2擊敗卡迪夫城，聯賽排名爬升上第9位，僅比第3位的卡迪夫城少兩分，球隊從馬天尼斯的主攻陣勢轉變為加強防守意識，是英冠失球最少的球隊之一，而保羅·蘇沙亦將其「勝利心態」注入球員，在訓練時親自落場指導，當球員犯錯常用葡語指駡，雖然保羅·蘇沙本季目標是排名頭10位，但已有預測球隊有力爭取升班。11月20日主場1-0擊敗打比郡後，球隊在聯賽排第3位，是其近26年來最高的聯賽排名。但球隊在最後13戰僅取得3場勝利，以1分之微不及黑池失去參加升班附加賽資格，惟英冠第7位的成績已是史雲斯近27年來聯賽最高排名，季內球隊僅被射入37球，更建立球會新紀錄的24場保持清白之軀，惟入球能力不足，整季僅取得40個入球，亦有18場沒有入球紀錄。而保羅·蘇沙與球會主席休·詹金斯（Huw Jenkins）在增聘球員的問題上亦鬧不和，他將3月份7戰不勝歸咎於沒有資金增強陣容。7月5日在傳聞保羅·蘇沙將會跳槽到莱斯特城中，他與史雲斯達成提前解約協議。
李斯特城
2010年7月7日保羅·蘇沙證實正式擔任莱斯特城領隊，接替6月尾轉投的（Nigel Pearson）。但球隊於開季9仗僅取得1場勝利而排名榜末，於10月1日任教不足三個月而被辭退。

## 外部連結
- 足球資料庫：保罗·索萨的領隊統計數據